# Danh sách ngoại hành tinh được phát hiện trước năm 2000

Danh sách các ngoại hành tinh được phát hiện trước năm 2000 là danh sách các ngoại hành tinh lần đầu được xác nhận là được quan sát trước năm 2000.
Đối với các ngoại hành tinh được phát hiện bởi phương pháp duy nhất vận tốc xuyên tâm, giá trị khối lượng thực sự có giới hạn thấp hơn. (Xem khối lượng cực tiểu để biết thêm thông tin).

## Danh sách
| Tên                    | Chòm sao    | Khối lượng (MJ) | Bán kính (RJ) | Chu kỳ quỹ đạo (ngày) | Bán trục lớn (AU) | Nhiệt độ. (K) | Phương pháp phát hiện | Năm khám phá | Khoảng cách (năm ánh sáng) | khối lượng ngôi sao chủ (M☉) | Nhiệt độ ngôi sao chủ (K) | Ghi chú |
| ---------------------- | ----------- | --------------- | ------------- | --------------------- | ----------------- | ------------- | --------------------- | ------------ | -------------------------- | ---------------------------- | ------------------------- | --- |
| 16 Cygni Bb            | Thiên Nga   | 2,38            |               | 799,5                 | 1,66              |               | Vận tốc xuyên tâm     | 1996         | 68,99                      | 1,04                         | 5750                      | |
| 23 Librae b            | Thiên Bình  | 1,61            |               | 258,18                | 0,81              |               | Vận tốc xuyên tâm     | 1999         | 85,46                      | 1,07                         | 5736                      | |
| 47 Ursae Majoris b     | Đại Hùng    | 2,53            |               | 1078                  | 2,1               |               | Vận tốc xuyên tâm     | 1996         | 45,02                      | 1,08                         | 5892                      | Tên riêng của nó là Taphao Thong |
| 51 Pegasi b            | Phi Mã      | 0,46            |               | 4,230785              | 0,0527            |               | Vận tốc xuyên tâm     | 1995         | 50,45                      | 1,12                         | 5793                      | Tên riêng là Dimidium, trước đây có tên thông tin là Bellerophon. Ngoại hành tinh đầu tiên được phát hiện quay quanh một ngôi sao thuộc dải chính.            |
| 55 Cancri b            | Cự Giải     | 0,8306          |               | 14,65152              | 0,115227          | 700           | Vận tốc xuyên tâm     | 1996         | 41,06                      | 0,905                        | 5196                      | Tên riêng của nó là Galileo |
| 70 Virginis b          | Xử Nữ       | 7,49            |               | 116,688               | 0,481             |               | Vận tốc xuyên tâm     | 1996         | 58,42                      | 1,09                         | 5495                      | |
| 109 Piscium b          | Song Ngư    | 6,383           |               | 1075,69               | 2,14              |               | Vận tốc xuyên tâm     | 1999         | 108,1                      | 1,11                         | 5600                      | |
| Gamma Cephei Ab        | Tiên Vương  | 1,85            |               | 903,3                 | 2,05              |               | Vận tốc xuyên tâm     | 1988         | 44,16                      | 1,4                          | 4744                      | Tên riêng của nó là Tadmor. Nó được cho là ngoại hành tinh thực sự đầu tiên được phát hiện, nhưng lại được xác nhận là quay quanh sao chủ của nó vào năm 2002 |
| Gliese 86 b            | Ba Giang    | 4,42            |               | 15,76491              | 0,11              |               | Vận tốc xuyên tâm     | 1999         | 35,18                      | 0,83                         | 5182                      | |
| Gliese 876 b           | Bảo Bình    | 2,2756          |               | 61,1166               | 0,208317          |               | Vận tốc xuyên tâm     | 1998         | 15,25                      | 0,32                         | 3129                      | |
| HD 75289 b             | Thuyền Phàm | 0,49            |               | 3,50927               | 0,05              | 1260          | Vận tốc xuyên tâm     | 1999         | 95,05                      | 1,29                         | 6117                      | |
| HD 89744 b             | Đại Hùng    | 8,35            |               | 256,78                | 0,917             |               | Vận tốc xuyên tâm     | 1999         | 126,2                      | 1,86                         | 6291                      | |
| HD 130322 b            | Xử Nữ       | 1,15            |               | 10,70871              | 0,0925            | 720           | Vận tốc xuyên tâm     | 1999         | 104,1                      | 0,92                         | 5387                      | Tên gọi riêng của nó là Eiger |
| HD 168443 b            | Cự Xà       | 7,659           |               | 58,11247              | 0,2931            |               | Vận tốc xuyên tâm     | 1998         | 129,4                      | 0,995                        | 5491                      | |
| HD 177830 b            | Thiên Cầm   | 1,69            |               | 410,1                 | 1,14              |               | Vận tốc xuyên tâm     | 1999         | 205,1                      | 1,70                         | 4901                      | |
| HD 187123 b            | Thiên Nga   | 0,523           |               | 3,0965828             | 0,0426            |               | Vận tốc xuyên tâm     | 1998         | 150,1                      | 1,0                          | 5830                      | |
| HD 192263 b            | Thiên Ưng   | 0,56            |               | 24,3556               | 0,15              | 486           | Vận tốc xuyên tâm     | 1999         | 64,08                      | 0,66                         | 4976                      | Tên gọi riêng của nó là Beirut |
| HD 195019 b            | Hải Đồn     | 3,98            |               | 18,20132              | 0,14              |               | Vận tốc xuyên tâm     | 1998         | 123                        | 1,21                         | 5751                      | |
| HD 209458 b            | Phi Mã      | 0,73            | 1,39          | 3,52474859            | 0,04707           | 1459          | Vận tốc xuyên tâm     | 1999         | 157,8                      | 1,23                         | 6091                      | Tên gọi thông tin của nó là Osiris |
| HD 210277 b            | Bảo Bình    | 1,29            |               | 442,19                | 1,13              |               | Vận tốc xuyên tâm     | 1998         | 69,51                      | 1,01                         | 5538                      | |
| HD 217107 b            | Song Ngư    | 1,30            |               | 7,12682               | 0,08              |               | Vận tốc xuyên tâm     | 1998         | 65,47                      | 1,00                         | 5622                      | |
| HD 222582 b            | Bảo Bình    | 8,37            | ~1,12         | 572,38                | 1,34              |               | Vận tốc xuyên tâm     | 1999         | 137,7                      | 1,12                         | 5790                      | |
| Iota Horologii b       | Thời Chung  | 2,27            |               | 302,8                 | 0,92              |               | Vận tốc xuyên tâm     | 1999         | 56,51                      | 1,25                         | 6167                      | |
| PSR B1257+12 b         | Xử Nữ       | 0,000063        |               | 25,262                | 0,19              |               | Timing                | 1994         | ~2000                      | 1,4                          |                           | Tên gọi riêng của nó là Draugr. Là ngoại hành tinh có khối lượng nhẹ nhất được biết đến.                                                                      |
| PSR B1257+12 c         | Xử Nữ       | 0,014           |               | 66,5419               | 0,36              |               | Timing                | 1992         | ~2000                      | 1,4                          |                           | Tên gọi riêng của nó là Poltergeist |
| PSR B1257+12 d         | Xử Nữ       | 0,012           | 0,13          | 98,2114               | 0,46              |               | Timing                | 1992         | ~2000                      | 1,4                          |                           | Tên gọi riêng của nó là Phobetor |
| PSR B1620−26 b         | Thiên Yết   | 2,5             |               |                       | 23,0              |               | Timing                | 1993         | 12400                      | 1,35                         |                           | Tên gọi thông tin là Methuselah. Là ngoại hành tinh già nhất từng được biết đến                                                                               |
| Rho Coronae Borealis b | Bắc Miện    | 1,045           |               | 39,8458               | 0,2196            | 614           | Vận tốc xuyên tâm     | 1997         | 57,0                       | 0,889                        | 5627                      | Còn gây tranh luận |
| Tau Boötis b           | Mục Phu     | 5,95            |               | 3,3124568             | 0,049             |               | Vận tốc xuyên tâm     | 1996         | 51,07                      | 1,34                         | 6400                      | |
| Upsilon Andromedae b   | Tiên Nữ     | 0,6876          | ~1,8          | 4,617033              | 0,059222          |               | Vận tốc xuyên tâm     | 1996         | 43,74                      | 1,3                          | 6183                      | Tên gọi riêng của nó là Saffar |
| Upsilon Andromedae c   | Tiên Nữ     | 1,981           |               | 241,258               | 0,827774          |               | Vận tốc xuyên tâm     | 1999         | 43,74                      | 1,3                          | 6183                      | Tên gọi riêng của nó là Samh |
| Upsilon Andromedae d   | Tiên Nữ     | 4,132           | ~1,02         | 1276,46               | 2,51329           |               | Vận tốc xuyên tâm     | 1999         | 43,74                      | 1,3                          | 6183                      | Tên gọi riêng của nó là Majriti |

## Những thiên thể ứng cử viên được xem là ngoại hành tinh
HD 114762 b, nằm ở chòm sao Hậu Phát, từng được xem là ngoại hành tinh đầu tiên được phát hiện. Được tìm thấy vào năm 1989 bởi một đội do David Latham dẫn đầu, hiện nay nó được xác nhận là một sao lùn đỏ.